# Medalla Militar (Francia)
La Medalla Militar (Médaille militaire en francés) es una condecoración de Francia que fue instituida por primera vez en 1852.
El creador de la medalla fue el emperador Napoleón III, quien probablemente se inspiró en una orden concedida por su tío el emperador de los franceses Napoleón I, quien fuese la Orden de la Corona de Hierro. Al menos, Napoleón III tomó para la cinta de la Medalla Militar los colores de aquella Orden.

## Otorgamiento. Carencia de grados
La Medalla Militar es concedida a cualquier suboficial o personal de tropa que se distinga por actos de valentía en acción contra una fuerza enemiga. Los oficiales no pueden recibirla, con una interesante excepción: la médaille es también la concesión suprema por liderazgo, siendo otorgada a generales y almirantes que han sido comandantes en jefe. No tiene grados, por lo que es la única distinción que pone en pie de igualdad a los más humildes y los más prestigiosos. El Mariscal Canrobert, lo ilustró al condecorar a un cabo-jefe que se había destacado, diciéndole: « Y ahora eres tanto como yo, somos iguales».
Esta medalla particular es en Francia la tercera en mérito, sólo precedida por la Legión de Honor y la Orden de la Liberación.
Además de la medalla individual, la Medalla Militar también está autorizada como condecoración unitaria para aquellos comandos militares que exponen el mismo criterio de valentía que debería ser requerido para la medalla individual. La médaille es exhibida en las banderas de estas unidades. Es una de las condecoraciones unitarias más raras en las fuerzas armadas francesas.
Esta concesión unitaria no debe ser confundida con la fourragère de la médaille militaire, que es una cuerda suspendida desde el hombro del uniforme militar usada por miembros de las unidades que han sido mencionadas en partes. Una fourragère aux couleurs du ruban de la médaille militaire (fourragère en los colores de la cinta de la médaille militaire) es usada por las unidades que han sido mencionadas cuatro veces y un fourragère aux couleurs de la légion d'honneur et de la médaille militaire (fourragère en los colores de las cintas de la légion d'honneur y la médaille militaire) por unidades mencionadas doce veces. Diez unidades americanas pueden vestir la fourragère de la médaille militaire.
La Médaille militaire es una de las más raras condecoraciones francesas a ser otorgadas a extranjeros, en contraste a otras medallas como la Croix de guerre. Durante la Segunda Guerra Mundial, la Médaille alcanzó su mayor número de concesiones a extranjeros, la mayoría de los cuales eran miembros de la Armada Británica además de las Fuerzas Armadas de los Estados Unidos. La concesión es considerada, en ambos países, equivalente a la Medalla por Servicio Merecedor. La médaille de general fue concedida a Winston Churchill, Franklin Delano Roosevelt y Josip Broz Tito, como comandantes supremos del Reino Unido, Estados Unidos y las fuerzas militares de Yugoslavia, pero no a los líderes militares efectivos - pero Dwight Eisenhower recibió una como Presidente de los Estados Unidos en 1952.

## Concesionados notables
- Jean Gabin
- André Maginot
- Pierre Koenig
- Philippe Leclerc
- Eugène Chavant
- Berty Albrecht
- Vicente Almandos Almonacid